# Aparecido Voltolini
Aparecido Voltolini, conhecido como Taxista Voltolini (Timbó, 18 de janeiro de 1945) é um político brasileiro, filiado ao Partido Popular Socialista (PPS).

## Carreira
Foi deputado à Assembleia Legislativa de Santa Catarina na 17ª legislatura (2011 — 2015).